# Углекислые воды
Углекислые воды — природные минеральные воды, имеющие различный ионный состав, минерализацию и температуру и содержащие не менее 0,5 г/л углекислого газа (диоксида углерода — СО2).
Углекислые воды, возможно, одними из первых начали применять в терапевтических целях, поскольку бурлящие источники с газовыми пузырьками, оседающими на теле при погружении в такие воды, привлекали внимание усталых путников. Печорин перед дуэлью погрузился в «холодный кипяток нарзана» и почувствовал, что к нему возвращаются телесные и душевные силы. «Аршанами» их называют в Забайкалье, в Закарпатье — «квасами» и «буркутами», а на Кавказе углекислые воды часто называют нарзанами. Кисловодский Нарзан — самая известная в России вода этого типа.
Механизм действия углекислых минеральных вод при наружном применении изучен в достаточной степени. Их действие на организм складывается из температурного, механического и химического факторов, каждый из которых отличается своим специфическим действием благодаря присутствию углекислого газа.
Концентрация углекислоты в минеральной воде, используемой для углекислых ванн, составляет от 0,5 до 1,5—2 г/л, температура воды 35—36 °С, при некоторых заболеваниях (артериальная гипотензия, неврозы, нейроциркуляторная дистония) температуру воды снижают до 34—32 °С.
Углекислые ванны в условиях курорта назначают через день или 4—5 раз в неделю, на курс лечения 10—12 ванн.

## Показания к назначению углекислых ванн
Болезни системы кровообращения: состояние после перенесённого миокардита ревматического и другого происхождения при отсутствии признаков активности процесса, не ранее 8—10 месяцев после окончания острого процесса; миокардиодистрофия; кардиосклероз; ишемическая болезнь сердца с редкими приступами стенокардии; пороки митрального и аортрального отверстий; гипертоническая болезнь I—II стадии; гипотоническая болезнь.
Болезни нервной системы: неврозы с преимущественным нарушением функции сердечно-сосудистой системы.
Эндокринопатии с понижением функции щитовидной и половых желёз.
Период подготовки к спортивным соревнованиям.

## Противопоказания к назначению нарзанных ванн
- неврозы с выраженными явлениями возбуждения;
- климакс с резкими ангионевротическими явлениями;
- нефриты;
- нефрозы;
- ревматизм в активной фазе;
- беременность.